# Сілвер-Спрінгс (Нью-Йорк)
Сілвер-Спрінгс (англ. Silver Springs) — селище (англ. village) в США, в окрузі Вайомінг штату Нью-Йорк. Населення — 689 осіб (2020).

## Географія
Сілвер-Спрінгс розташований за координатами 42°39′36″ пн. ш. 78°5′4″ зх. д. / 42.66000° пн. ш. 78.08444° зх. д. (42.660089, -78.084463).  За даними Бюро перепису населення США в 2010 році селище мало площу 2,54 км², з яких 2,47 км² — суходіл та 0,07 км² — водойми.

## Демографія
Згідно з переписом 2010 року, у селищі мешкали 782 особи в 340 домогосподарствах у складі 197 родин. Густота населення становила 308 осіб/км².  Було 367 помешкань (145/км²).
Расовий склад населення:
| - 97,3 % — білих - 0,3 % — корінних американців - 0,3 % — чорних або афроамериканців |

До двох чи більше рас належало 1,7 %. Частка іспаномовних становила 1,7 % від усіх жителів.
За віковим діапазоном населення розподілялося таким чином: 20,7 % — особи молодші 18 років, 60,0 % — особи у віці 18—64 років, 19,3 % — особи у віці 65 років та старші. Медіана віку мешканця становила 42,4 року. На 100 осіб жіночої статі у селищі припадало 89,3 чоловіків;  на 100 жінок у віці від 18 років та старших — 90,2 чоловіків також старших 18 років.
Середній дохід на одне домашнє господарство  становив 49 722 долари США (медіана — 39 519), а середній дохід на одну сім'ю — 64 446 доларів (медіана — 66 125). Медіана доходів становила 42 981 долар для чоловіків та 34 000 доларів для жінок. За межею бідності перебувало 21,8 % осіб, у тому числі 25,3 % дітей у віці до 18 років та 4,5 % осіб у віці 65 років та старших.
Цивільне працевлаштоване населення становило 432 особи. Основні галузі зайнятості: мистецтво, розваги та відпочинок — 21,5 %, виробництво — 17,1 %, освіта, охорона здоров'я та соціальна допомога — 14,8 %.